# Phytoliriomyza minutissima
Phytoliriomyza minutissima este o specie de muște din genul Phytoliriomyza, familia Agromyzidae, descrisă de Spencer în anul 1981.
Este endemică în California. Conform Catalogue of Life specia Phytoliriomyza minutissima nu are subspecii cunoscute.